# 森下孝 (1942年生)
森下 孝（もりした たかし、1942年5月4日 - ）は、日本の経営者、薬学博士。森下仁丹社長を務めた。大阪府出身。

## 経歴
1966年に大阪大学薬学部を卒業し、1968年に森下仁丹に入社し、1973年には大阪大学大学院薬学研究科博士課程を修了。1978年2月に取締役に就任し、1984年6月には社長に昇格し、1986年6月までに務めた。健康科学診断財団理事長も務めた。